# Transformationskodierung
Transformationskodierung (englisch transform coding) ist eine Methode der Datenkompression für Signale wie zum Beispiel Audiosignale (1D) oder Bilder (2D).
Dabei geht der eigentlichen Datenkompression meist eine Frequenz-Transformation voraus.
Dies hat den Vorteil, dass die sich daraus ergebenden Koeffizienten eine statistisch signifikante Verteilung aufweisen und deshalb besser modelliert und in weiterer Folge komprimiert werden können.
Anders ausgedrückt: Nach der Transformation sind einige Koeffizienten voraussagbar größer, andere kleiner.
Daher kann man kleinere Koeffizienten vernachlässigen (verlustbehaftete Kompression) und/oder Entropiekodierung (verlustfreie Kompression) anwenden.
Der Großteil der gebräuchlichen modernen verlustbehaftet komprimierenden Audio- und Videoformate wie beispielsweise die Formatfamilie der MPEG (MP3, MPEG-2, …) bauen auf Transformationskodierung mittels der modifizierten diskreten Kosinustransformation (MDCT) auf, die eine Form der schnellen Fourier-Transformation (FFT) darstellt. Besonders im Bereich der Bildverarbeitung wird jedoch auch vermehrt versucht mit Wavelet-Transformationen zu arbeiten.